# Carlos Wilson Cachicote da Rocha
Carlos Wilson Cachicote da Rocha, meglio noto come Rudy (Oeiras, 5 gennaio 1989), è un ex calciatore portoghese naturalizzato angolano, di ruolo centrocampista.

## Caratteristiche tecniche
È un trequartista che si ispira all'argentino Javier Pastore come stile di gioco e posizione. Molto raffinato a livello tecnico, può essere utilizzato in molti ruoli, come esterno alto, mezzala o trequartista (suo ruolo naturale).

## Carriera

### Club
Dopo aver militato per sette stagioni in alcuni club portoghesi, inizia la sua carriera da calciatore professionista nel 2009 al Praiense dove milita per una sola stagione. La stagione successiva l'Atlético Lisbona ottiene la promozione in Segunda Divisão, seconda serie portoghese. Nell'estate del 2011 viene acquistato dal Cercle Bruges sottoscrivendo un contratto di durata annuale con l'opzione di una o due stagioni in più.

## Palmarès

### Club

#### Competizioni nazionali
- Segunda Divisão: 1

Atlético CP: 2010-2011 (Zona Sul)